# Ostensions de Limoges
Vous pouvez aider à l'améliorer ou bien discuter des problèmes sur sa page de discussion.
- Certaines informations devraient être mieux reliées aux sources mentionnées dans la bibliographie ou les liens externes. Améliorez sa vérifiabilité en les associant par des références. (Marqué depuis mars 2024)
- Il contient une ou plusieurs listes. Le texte gagnerait à être rédigé sous la forme d’un ou plusieurs paragraphes synthétiques, afin d’être plus agréable à lire. (Marqué depuis mars 2024)
- Il doit être recyclé. La réorganisation et la clarification du contenu sont nécessaires. (Marqué depuis mars 2024)
- Le résumé introductif est trop court. En l'état, il ne respecte pas les recommandations. Vous pouvez l'améliorer en le développant. (Marqué depuis mars 2024)
- Il a besoin d'un nouveau plan. (Marqué depuis mars 2024)

Les ostensions de Limoges sont une tradition religieuse et populaire remontant à la fin du Xe siècle. Elles sont les plus importantes et la plus anciennes des ostensions limousines. Elles se caractérisent par un ensemble de cérémonies religieuses s'articulant autour de la vénération de reliques, comprenant principalement des messes et des processions.
Initialement organisées pour faire face à des calamités ou en l’honneur de grands personnages, elles se déroulent tous les sept ans depuis 1512. 

## Histoire

### Les origines
La légende fixe l’origine de cette fête religieuse à l’an 994, alors que le Limousin, comme une grande partie de l’Aquitaine, se trouve aux prises avec le mal des ardents, ou ergotisme, épidémie qui se déclenche à la fin des moissons. Cette intoxication est causée par la consommation de pain de seigle contaminé par un champignon parasite, l’ergot du seigle. L’ostension des reliques de saint Martial, continûment fêtée depuis, est associée à la fin de l’épidémie.
Comme Limoges jouait déjà un rôle de capitale, le 12 novembre 994, l’abbé de Saint Martial, Hilduin, évêque de Limoges, les archevêques de Bordeaux et de Bourges, les évêques d’Angoulême, de Clermont, de Mende, de Périgueux, de Poitiers, du Puy et de Saintes, les moines de l’abbaye de Saint Martial, Guillaume IV duc d’Aquitaine, suivis d’une foule immense de pèlerins s’y sont réunis pour demander à saint Martial son intercession.
Les ostensions étaient initialement organisées pour faire face à des calamités ou en l’honneur de grands personnages tels Louis IX et Blanche de Castille en 1244, le pape Clément V en 1307, Louis XI en 1462, Henri IV en 1605. 
Le rythme septennal des ostensions n’a pas été fixé dès l’origine mais à partir de 1512, un intervalle de sept ans étant considéré comme bénéfique dans la religion juive. Ce rythme a parfois, quoique très rarement, été interrompu ; Limoges n’a ainsi pas connu d’ostensions en 1799, Révolution française oblige. Les ostensions de Limoges sont avec celles de Saint-Junien les plus anciennes ostensions limousines.

### Époque contemporaine
À cinquante-neuf ans de distance, les ostensions limougeaudes ont donné lieu à un contentieux devant la justice administrative et ce, avec des résultats bien différents. 
En 1954, les ostensions recouvrent l'autorisation de se dérouler dans les rues et sur les places. Cette liberté retrouvée, les limougeauds la doivent à leur évêque Louis Paul Rastouil (1938-1966),. Celui-ci, confronté à des interdictions — non des ostensions dans leur totalité mais « seulement » de se livrer à des processions publiques dans les rues de Limoges (1880-1882-1890) — en demanda et en obtint l’annulation. Pour en rendre compte, on rappellera le « considérant » majeur de cette décision de principe : « Considérant … qu’aucun motif tiré de la nécessité de maintenir l’ordre public ne pouvait, à la date de la décision attaquée, justifier la prohibition de cérémonies consacrées par les habitudes et les traditions locales, telles que la procession des ostensions dans la ville de Limoges ; que si, à la vérité, le maire soutient qu’aucune procession n’était plus traditionnellement sur les voies publiques depuis 1876, il résulte de l’instruction que les processions des ostensions, célébrées tous les sept ans jusqu'à cette date, n’ont été interrompues que par l’application de l’arrêté précité du 7 mai 1880. ». 
En 2013, les ostensions perdent la possibilité de solliciter un financement public. Cette interdiction résulte de l'article 2 de la loi du 9 décembre 1905 concernant la séparation des Églises et de l’État : « La République ne reconnaît, ne salarie, ni ne subventionne aucun culte ». Dans cette interprétation, le côté cultuel de ces cérémonies l’a très largement emporté sur le côté culturel et ce, malgré l’inscription de ces cérémonies sur la liste représentative du patrimoine culturel immatériel de l'humanité en 2013.

### Chronologie indicative

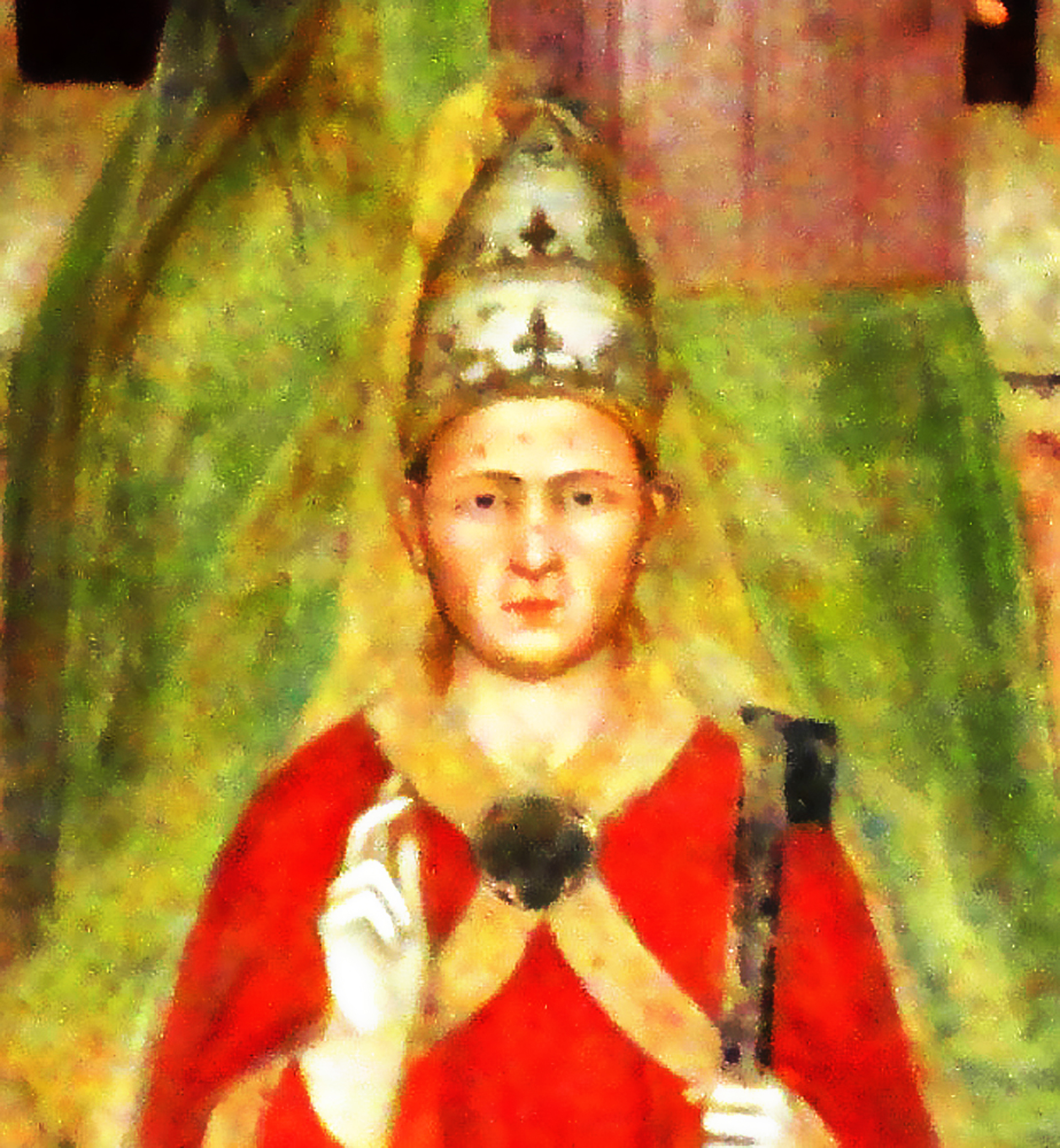
Clément V par Taddeo Gaddi.

- 994 : Premières ostensions de facto des reliques de saint Martial connues sous le nom de « Miracle des Ardents »
- 1130 : Première ostensions officielles[Quoi ?]
- Automne 1286 : Ostensions automnales
- Automne1290 : (du 29 septembre au 12 novembre - Jour anniversaire du miracle des Ardents)
- Automne1300 : Des « miracles » se sont produits sur des gens extérieurs au diocèse
- 1307 : Ostension spécialement organisée pour la visite du Pape Clément V. Cette scène figure sur le majestueux vitrail au-dessus de la porte d’entrée de l'église Saint-Michel de Limoges, côté rue Adrien Dubouché[Où ?].
- 1364 : Le prince noir assiste aux ostensions.
- 1388 : Les ostensions ont désormais lieu au Printemps et ce pour une durée de six semaines.
- 1425 : L’Abbé de saint Martial, annonçant en août 1423 les ostensions de 1425 à 12 évêques, prie Dieu que cette période soit aussi une période « de vraie paix sans effusion de sang entre ceux qui sont en querelle ».
- 1512 : Ostension à la demande de Charles III, duc de Bourbon. 1512, date à partir de laquelle les ostensions ordinaires sont numérotées[9].
- 1519 : Les ostensions deviennent septennales… Elles le sont toujours.
- 1547 : La peste empêche la tenue des ostensions.
- 1631 : La peste n’empêche pas, cette fois, les ostensions de se dérouler.
- 1729 : Les processions au lieu historique du MontJovis (voir 994) n’ont plus lieu. Certains[10] y voient une conséquence de la « progression des lumières » dans la société.
- 1792 : Procession malgré la période révolutionnaire.
- 1799 : Les ostensions ne peuvent avoir lieu à cause de « la destruction des Saints » pratiquée le 1er novembre 1793.
- 1880 : Les ostensions sont interdites à Limoges par arrêté municipal, étendu en 1890 aux cortèges et rassemblements qui pourraient être organisés par les laïcs à cette occasion.
- 1932 : le cardinal Jean Verdier, archevêque de Paris, y assiste.
- 1937 : le nonce apostolique Roncalli, qui devint quelques années plus tard le pape Jean XXIII, y assiste.
- 16 avril 1939 : Ostensions pour la paix.
- 14 juillet 1939 : Léon Betoulle, maire de Limoges, organise pour le 150e anniversaire du 14 juillet et de la Révolution française. Y participent « une centaine de cavaliers… trois mille figurants, douze tableaux ou chars … ce dernier cortège a été conçu comme la réplique du premier pour reprendre les termes du maire socialiste de Limoges, Léon Betoulle[11]. »
- 2 novembre 1941 : Ostensions exceptionnelles de la châsse de Saint Martial organisées pour la clôture de la Mission[12]
- 1947 : Ostensions exceptionnellement reculées d’un an à cause de difficultés économiques.
- 1954 : Décision du conseil d’état du 3 décembre annulant l’interdiction municipale.
- 1974 : Le 19 avril, en prélude aux 66e ostensions, s’est déroulée la première procession des Pénitents feuilles mortes. Cette reconstitution d’une procession ancienne ouvre ainsi désormais les ostensions septennales[13].
- 2002 : Première procession sur les pas de saint Martial ; le cardinal Ignace Moussa Ier Daoud, patriarche de l'Église catholique syriaque, y assiste.
- 2004 : Organisation, chaque année, le dimanche de Quasimodo de la célébration des petites ostensions limousines à Saint Michel-des-Lions de Limoges où chaque confrérie ostentionnaire de l’ancien diocèse de Limoges se rend, avec un petit reliquaire, pour une messe solennelle suivie d’une procession dans le centre-ville, en l’honneur des Saints[14]
- 2009 : le primat des Gaules et archevêque de Lyon, le cardinal Philippe Barbarin, y assiste.
- 2013 : Inscription des ostensions limousines sur la liste représentative du patrimoine culturel immatériel de l'humanité.

## Confréries
L'origine de la grande confrérie de saint Martial, dédiée au culte de saint Martial, remonte officiellement à 1356 mais il est avéré qu’elle est l'héritière de traditions beaucoup plus anciennes,, traditions nées au sein de la basilique Saint-Martial de Limoges, basilique disparue à la suite de la révolution. Aujourd’hui, et depuis le 14 décembre 1790, elle veille sur d’importantes reliques de saint Martial, dont son majestueux chef, conservées en l’église saint-Michel-des-Lions à Limoges. Le nombre de ses membres est de soixante douze par référence au choix que fit le Christ d’envoyer 72 des siens en mission (Évangile selon Luc, Chapitre 10, verset 1). Son église confrériale est Saint-Michel-des-Lions et ses couleurs sont l’amarante (couleur pourpre plus claire que le bordeaux) et le blanc.
Historiquement, il a existé des personnes pour porter à travers la foule des reliques de saint Martial probablement dès 994. La confrérie des porteurs de la châsse (de saint Martial) se reforma après la Révolution. Un premier règlement provisoire lui fut donné à la date de 31 mars 1823, par délibération de la Grande Confrérie,. 24 hommes, au maximum, soit l’exact tiers des membres de la Grande Confrérie, la composent. Son église confrériale est Saint-Michel-des-Lions et à leur aube de couleur blanche s’ajoute une encolure « scapulaire » de couleur amarante apposée autour d’une fausse capuche avec un cordon amarante noué autour de la taille.
La confrérie de saint Aurélien est la deuxième des confréries de Limoges dans l’ordre protocolaire fait expressément référence au 2e évêque de Limoges et successeur directe de celui qui l’évangélisa, saint Martial. La tradition rapporte que la fondation de la corporation des bouchers remonte à 930. Et de cette confrérie qui fut à l’origine – et qui le resta longtemps - une corporation, témoigne encore l’intitulé de son président qui ne se nomme pas Bayle comme ailleurs (Grande Confrérie de Saint-Martial, Confrérie de Saint-Loup) mais Syndic. Confrérie de professionnels masculins, Saint-Aurélien a aujourd'hui élargi son recrutement acceptant aujourd'hui hommes et femmes – qui se nomment « confrères », bouchers ou non, ainsi que les enfants des membres,. Son église confrériale est Saint-Aurélien et ses couleurs sont le vert et le blanc.
La confrérie de Saint-Loup, fondée en 1153, est toujours active à ce jour, malgré les interruptions inévitables dues aux périodes révolutionnaires. Sa mission est de veiller à la dévotion rendue son saint Patron l'évêque de Limoges, Loup, fêté le 22 mai et dont d’importantes reliques sont conservées en l’église Saint-Michel-des-Lions à Limoges. Sa particularité immémoriale est de n'accueillir que des hommes. La devise de la confrérie, toujours actuelle est «In hoc signo vinces », « Par ce signe, tu vaincras » fait expressément référence au choix victorieux du Chrisme par l’empereur romain Constantin Ier peu avant sa victoire contre Maxence au Pont Milvius en 312,. Son église confrériale est Saint-Michel-des-Lions et ses couleurs sont le jaune et le blanc. Depuis le 1er juillet 2021, le Premier Bayle actuel est Géraud Sevestre et le Second, Philippe Madoumier. La confrérie solennise son saint patron à l’occasion de sa fête liturgique, autour du 22 mai (« Petites Ostensions »), date de son décès, même si, par tradition, elle est solennisée le dimanche d’avant ou d’après dans le diocèse de Limoges[réf. nécessaire].

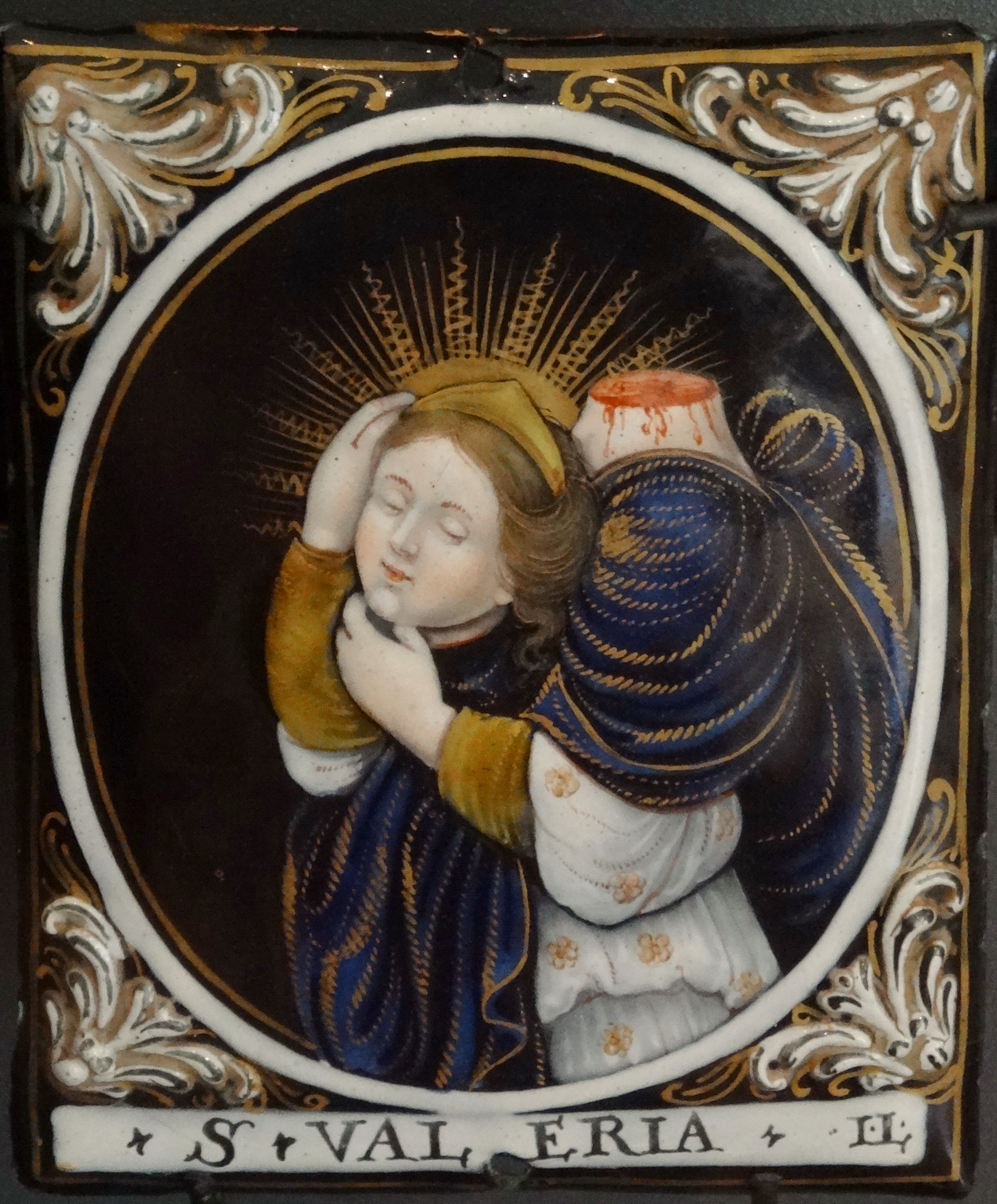
Valérie de Limoges.

La confrérie de Sainte-Valérie est exclusivement féminine, vouée au maintien du culte rendue à Valérie, la proto-martyre des Gaules, a été (re)fondée en 2002. Elle est l’héritière des demoiselles de sainte Valérie. L’on se plait à rappeler le rôle joué par Valérie dans « l’imaginaire » local. C’est ainsi qu’en 1172, Richard Cœur de Lion couronné Duc d’Aquitaine à la Cathédrale saint Étienne de Limoges reçut parmi les insignes de son pouvoir l’anneau de sainte Valérie, épousant ainsi mystiquement son duché,. Son église confrériale est Saint-Michel-des-Lions et ses couleurs sont le rouge et l'or.
Il y eut une confrérie Saint-Fiacre à Saint-Pierre-du-Queyroix dès le XIVe siècle le Concordat (1804) fut l’occasion de réorganiser deux confréries de Saint-Fiacre, la première à la cathédrale connue sous le vocable : « les Anglais », la seconde à Sainte-Marie dite des « Français ». Cette dernière veilla à la dévotion rendue à son saint patron jusqu'à sa mise en sommeil par manque d’adhérent (uniquement professionnels de par les anciens statuts). 2009 en vit le « refleurissement » avec cette fois l’ouverture de ses rangs à tous les amoureux des plantes et des fleurs.

### Les confréries
- Stéphane Capot et Paul d’Hollander, Les Saints du Diocèse de Limoges et leurs confréries, Presses universitaires de Limoges, 2009, p. 23,46, 51, 57, 63, 105, 126, 129, 147, 167-168.
- Louis Guibert, Les Anciennes Confréries de la basilique Saint-Martial, Limoges, H. Ducourtieux, 1895, 140 p.
- Michel Tintou, Alain-Charles Dionnet et Pierre Campagne, 850e anniversaire de la Confrérie de Saint Loup, Archives départementales de la Haute-Vienne. 40 J 244, 2003, 11 p..